# Faro de Vorontsov
El Faro de Vorontsov  está ubicado sobre el mar Negro, en puerto de Odesa, Ucrania. 
Fue construido e iluminado en 1955.
Lleva el nombre del gobernador de la ciudad Mijaíl Vorontsov.